# Museo Elba Aranda de Sarango
El Museo Elba Aranda de Sarango es un museo peruano que se encuentra en  la Villa Santa Ana, en el distrito de La Huaca, provincia de Paita del departamento de Piura. El museo fue creado en 1998, originalmente se pensó hacerlo sobre la base de hallazgos paleontológicos provenientes de la zona conocida como "Quebrada de Los Carrasco"; desde el año 1993 se han colectado fósiles marinos, fluviales y terrestres.
Un esqueleto parcial de una ballena, dientes de tiburones y ostras de gran tamaño son algunos de los indicios de la presencia marina en esa zona, hoy convertida en un desierto. 

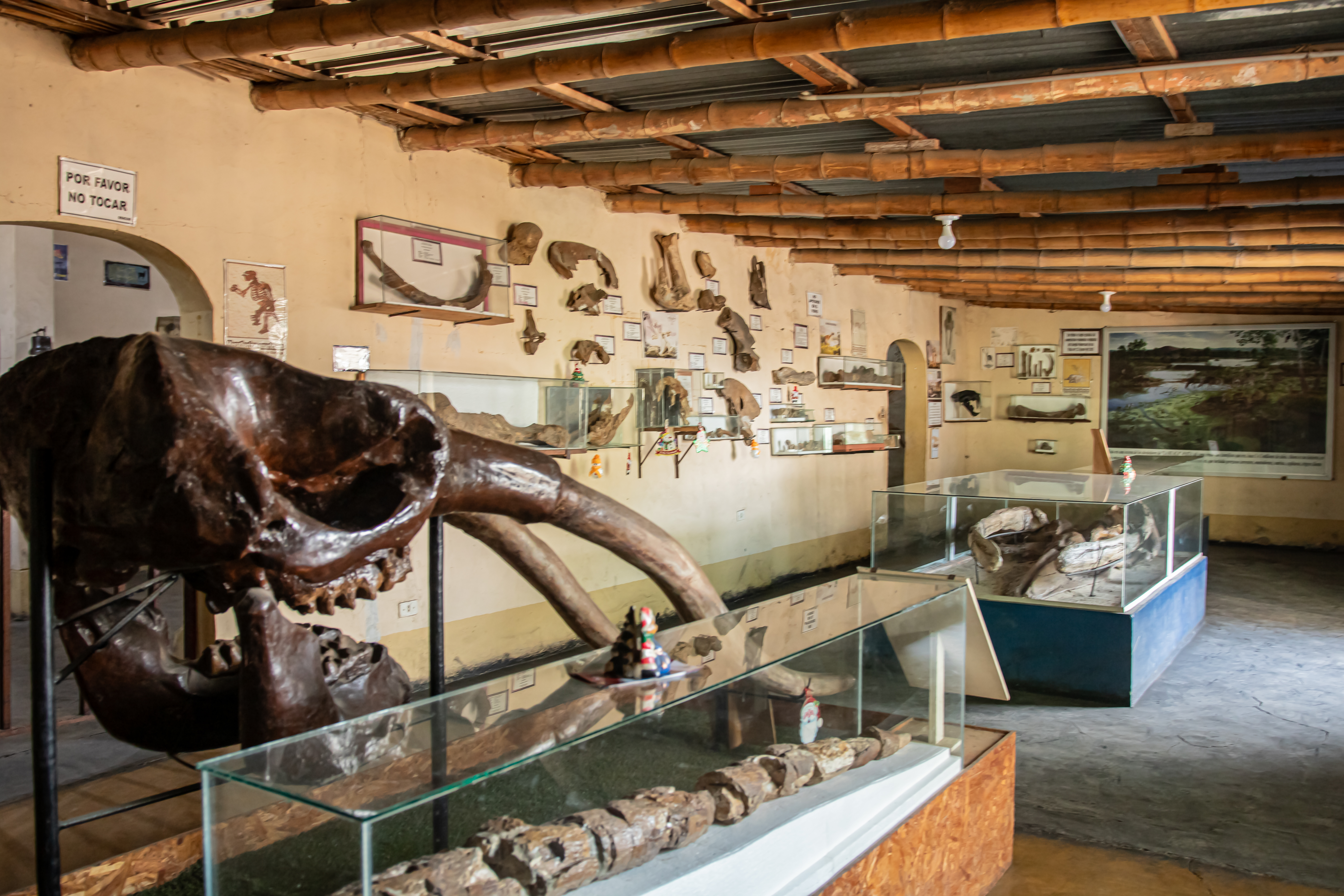
Restos de mastodonte y esqueleto parcial de ballena en la sala principal del Museo Elba Aranda de Sarango

Como fauna fluvial se han podido hallar restos de caimanes, capibaras, tortugas y finalmente como muestra de la existencia de una mega fauna del Periodo Pleistoceno se han podido hallar cráneos de mastodontes de los géneros Cuvieronius, Macrauchenia y Megatherium.
También se han encontrado restos dentarios que aún falta clasificar.